# Macrotyloma decipiens
Macrotyloma decipiens är en ärtväxtart som beskrevs av Bernard Verdcourt. Macrotyloma decipiens ingår i släktet Macrotyloma och familjen ärtväxter. Inga underarter finns listade i Catalogue of Life.